# えびの高原線

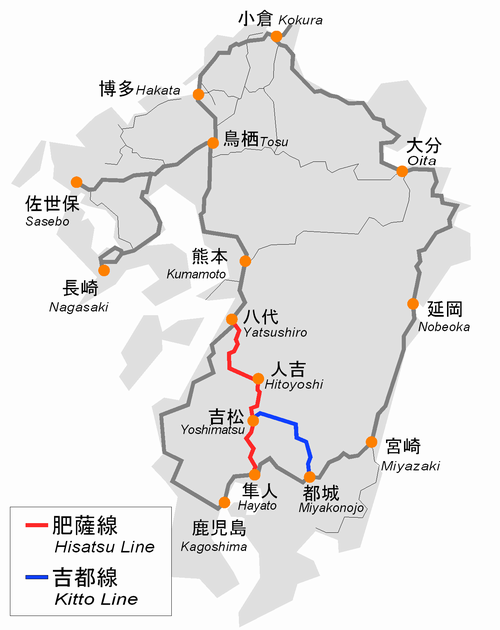
路線図

えびの高原線（えびのこうげんせん）とは、九州旅客鉄道（JR九州）肥薩線の八代駅 - 吉松駅間と吉都線全線を合わせた八代駅 - 都城駅間に付けられている路線愛称である。詳細は「肥薩線」および「吉都線」を参照。